# Miles Sparrowhawk
El Miles M.5 Sparrowhawk fue un monoplano de carreras y turismo monoplaza británico de los años 30, diseñado por Miles Aircraft Limited.

## Diseño y desarrollo
El prototipo M.5 Sparrowhawk fue desarrollado desde componentes del Miles Hawk estándar como participante en la Carrera de la Copa del Rey de 1935, pilotado por F.G. Miles. El fuselaje del Hawk estándar fue acortado y la acomodación se redujo a sólo un piloto, sentándose lo más bajo posible. La cubierta superior fue reducida en altura, se instaló una versión espacial de alta compresión del motor De Havilland Gipsy Six, y la vía del tren de aterrizaje fue ensanchada. Aunque el Sparrowhawk ganó el premio de velocidad de 1935 con una velocidad media de 263,35 km/h sobre 1534 km, sólo pudo acabar noveno de la general en la carrera, debido a la gran dificultad.
Se construyeron otros cinco Sparrowhawk (designados M.5A) como competidores de la Copa del Rey, y tres fueron entregados a clientes, pero no se comportaron espectacularmente. En 1936, Victor Smith presentó el Sparrowhawk G-AELT a la Carrera Schlesinger desde Portsmouth hasta Johannesburgo, pero tuvo problemas con el aceite sobre Salónica y finalmente se retiró en Jartúm. Los dos últimos M.5A Sparrowhawk fueron construidos en 1936, pero no volaron hasta 1940. Uno fue modificado y volado para cubrir un requerimiento por un avión experimental para realizar investigaciones sobre los flaps de alta sustentación con el Royal Aircraft Establishment, más tarde fue devuelto a su estado anterior y utilizado como avión de comunicaciones. El sexto Sparrowhawk fue modificado con alas de envergadura corta y flaps de cuerda ancha para realizar tareas experimentales.
El prototipo, matriculado G-ADNL, fue modificado a finales de 1953 como avión de carreras a reacción por Fred Dunkerley. El fuselaje delantero y la unidad de cola fueron modificados y fue redesignado M.77 Sparrowjet. El Sparrowjet estaba propulsado por dos motores de turbina de gas Turbomeca Palas instalados en las raíces alares, consiguiendo finalmente su propósito original y ganando Dunkerley la Carrera de la Copa del Rey en 1957, con una velocidad media de 367 km/h.

## Historia operacional

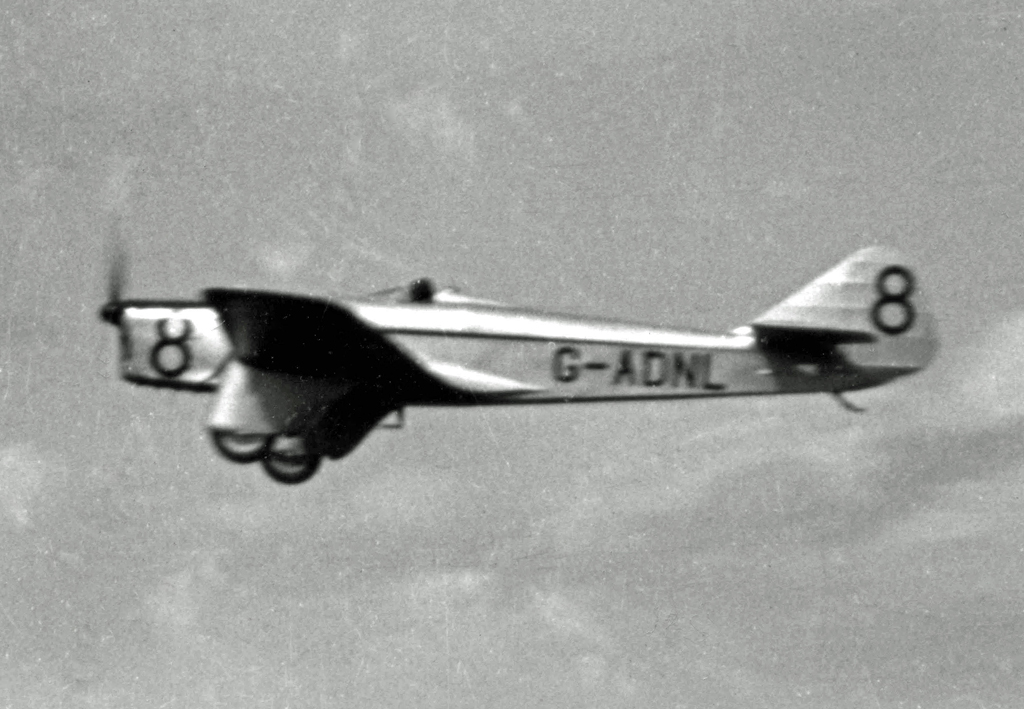
Prototipo del Sparrowhawk en 1949.

El prototipo del Sparrowhawk sobrevivió a la Segunda Guerra Mundial y fue volado por el piloto de pruebas C.G.M. Alington, de Fairey Aviation, en varias carreras aéreas del Reino Unido hasta 1950. Más tarde fue vendido de vuelta a Miles y fue modificado como M.77 Sparrowjet.
El tercer Sparrowhawk fue vendido a Sudáfrica en octubre de 1937 como ZS-ANO. Fue equipado una cubierta de cabina y acabó requisado por la Fuerza Aérea Sudafricana en 1940.

## Variantes
M.5
Prototipo de avión de carreras monoplaza con un motor De Havilland Gipsy Major de 147 hp, dos construidos.
M.5A
Versión de producción con un motor De Havilland Gipsy Major I de 130 hp, tres construidos.
M.77 Sparrowjet
Prototipo del M.5 modificado como avión de carreras a reacción, propulsado por dos reactores Turbomeca Palas.

## Operadores
Los aviones civiles fueron volados en Sudáfrica, el Reino Unido y los Estados Unidos.

### Militares
Reino Unido
- Royal Aircraft Establishment

 Sudáfrica
- Fuerza Aérea Sudafricana

## Especificaciones (M.5)

### Características generales
- Tripulación: Uno (piloto)
- Longitud: 7,2 m (23,5 ft)
- Envergadura: 8,5 m (28 ft)
- Altura: 1,7 m (5,6 ft)
- Superficie alar: 12,8 m² (137,8 ft²)
- Peso vacío: 490 kg (1080 lb)
- Peso cargado: 794 kg (1750 lb)
- Planta motriz: 1× motor lineal invertido de 6 cilindros refrigerado por aire De Havilland Gipsy Major.
  - Potencia: 110 kW (152 HP; 150 CV)
- Hélices: Bipala de paso fijo

### Rendimiento
- Velocidad máxima operativa (Vno): 290 km/h (180 MPH; 157 kt)
- Alcance: 668 km (361 nmi; 415 mi)
- Techo de vuelo: 3800 m (12 467 ft)

## Aeronaves relacionadas

### Desarrollos relacionados
- Miles Hawk

### Secuencias de designación
- Secuencia M._ (interna de Miles): ← M.2 (3) - M.3 - M.4  - M.5 - M.6 - M.7 - M.8 →